# Viskosuplementace
Viskosuplementací se rozumí normalizace reologických vlastností synoviální tekutiny v kloubu pomocí injekce kyseliny hyaluronové (intraartikulární injekce). Tělu vlastní (endogenní) kyselina hyaluronová je hlavní součástí synoviální tekutiny, zajišťuje zejména reologické vlastnosti. Při osteoartróze dochází ke snížení koncentrace a molekulové hmotnosti kyseliny hyaluronové a byla tedy formulována představa, že aplikace injekční (exogenní) kyseliny hyaluronové bude normalizovat reologické vlastnosti synoviální tekutiny.
Endogenní kyselina hyaluronová má, mimo jiné, dvě důležité fyziologické funkce:
- při pomalém smykovém pohybu snižuje tření kloubních ploch (lubrikační funkce);
- při rychlém smykovém pohybu je schopna absorbovat mechanickou sílu, které je kloub při zátěži vystaven (viskoelastická funkce).

Kyselina hyaluronová injekčně podaná přímo do postiženého kloubu by měla v optimálním případě obě výše uvedené funkce plnit a působit podobně. Současně kyselina hyaluronová po intraartikulární aplikaci do synoviální dutiny může být absorbována synoviální membránou a podporovat tvorbu endogenní kyseliny hyaluronové. Velikost difuze do tkáně je však závislá na molekulové hmotnosti, přičemž menší molekuly difundují snadněji a lépe. 
V současné době je pro viskosuplementaci využívána jak kyselina hyaluronová s nízkou molekulovou hmotností – LMW, která je řazena do kategorie léků (působí především lubrikačně a farmakologicky), tak forma středně a vysokomolekulová HMW, které jsou řazeny do kategorie zdravotnických prostředků (působí převážně viskoelasticky). 
LMW KH (kyselina hyaluronová s nízkou molekulovou hmotností) působí především jako lubrikancium a podporuje tvorbu endogenní kyseliny hyaluronové: Lubrikační účinek exogenní kyseliny hyaluronové po intraartikulární injekci je téměř okamžitý. Podle některých autorů je přímý; kyselina hyaluronová podle této hypotézy vytvoří na povrchu chrupavky vrstvu, která přímo působí jako mazivo. Podle jiných je lubrikační účinek nepřímý; kyselina hyaluronová stimuluje eliminaci volných kyslíkových radikálů a chrání tak vrstvu aktivních fosfolipidů na povrchu chrupavky (SAPL), které působí jako lubrikans. Difuze do synoviocytů synoviální membrány vede pozitivní zpětnou vazbou ke stimulaci sekrece endogenní kyseliny hyaluronové. U OA je synoviální membrána zesílena, čímž je difuze ztížena, a proto menší molekuly pronikají lépe.
HMW KH (kyselina hyaluronová s vysokou molekulovou hmotností) působí především svými viskoelastickými vlastnostmi: Při rychlém smykovém pohybu kloubu není změna prostorového uspořádání molekul exogenní kyseliny hyaluronové s vysokou molekulovou hmotností dostatečně rychlá, její viskozita se tak zvýší a je schopna absorbovat mechanickou sílu, které je kloub při pohybu vystaven.
Zdravotnické prostředky s DMW KH (kyselina hyaluronová s duální molekulovou hmotností) kombinují obě zmiňované formy kyseliny hyaluronové v jedné dvoukomorové injekci a využívají obou účinků kyseliny hyaluronové současně. Lubrikační a viskoelastický účinek je po intraartikulární injekci téměř okamžitý a postupně se rozvíjí endogenní tvorba kyseliny hyaluronové.